# Hystérographie

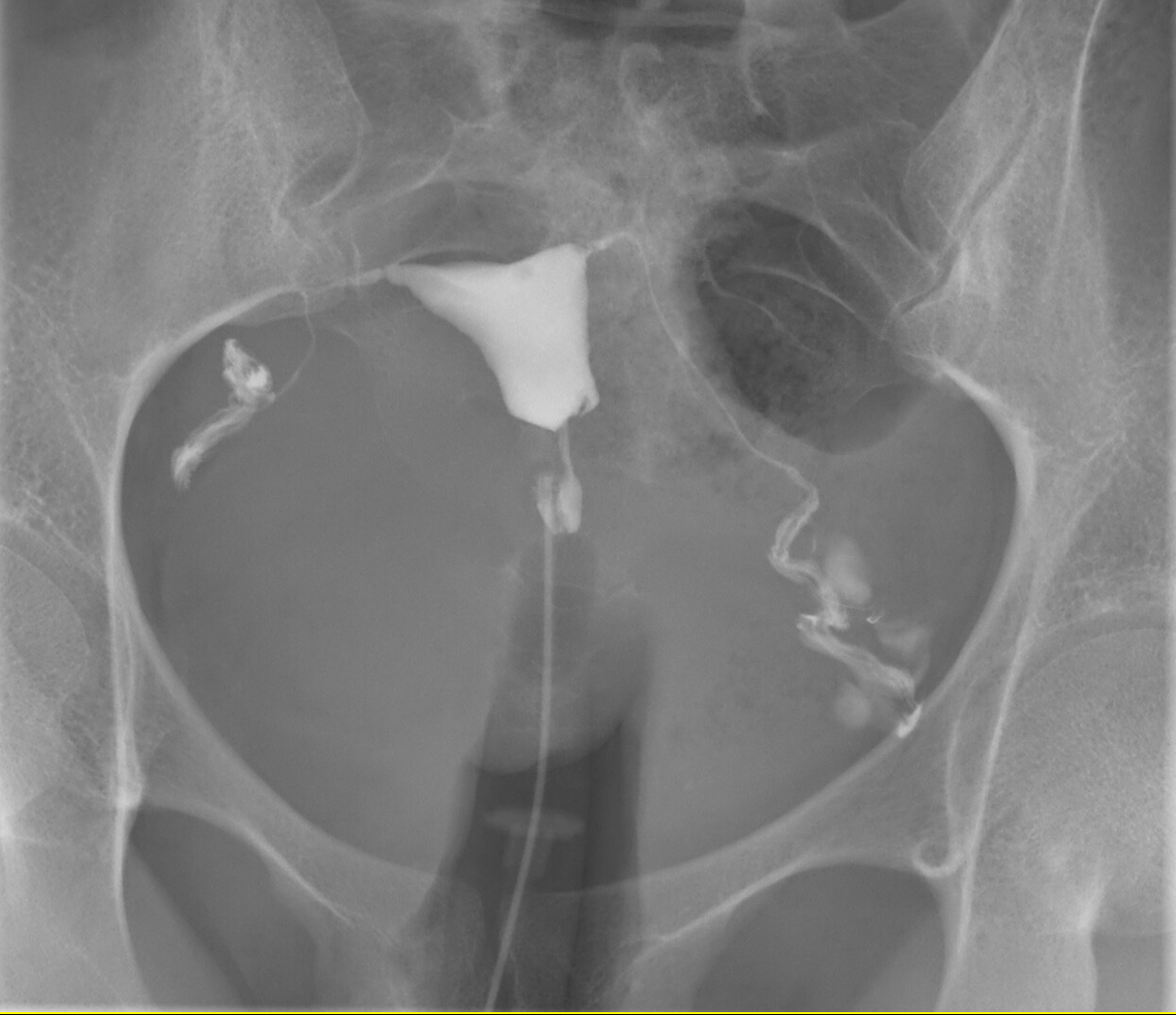
Hystérosalpingographie. Notez le cathéter entrant en bas de l'écran, et le produit de contraste sombre remplissant la cavité utérine (petit triangle au centre) et délimitant les trompes de Fallope (structures sinueuses à gauche et à droite).

 (novembre 2013).
 (décembre 2022).
La mise en forme du texte ne suit pas les recommandations de Wikipédia : il faut le « wikifier ».
Les points d'amélioration suivants sont les cas les plus fréquents. Le détail des points à revoir est peut-être précisé sur la page de discussion.
- Les titres sont pré-formatés par le logiciel. Ils ne sont ni en capitales, ni en gras.
- Le texte ne doit pas être écrit en capitales (les noms de famille non plus), ni en gras, ni en italique, ni en « petit »…
- Le gras n'est utilisé que pour surligner le titre de l'article dans l'introduction, une seule fois.
- L'italique est rarement utilisé : mots en langue étrangère, titres d'œuvres, noms de bateaux, etc.
- Les citations ne sont pas en italique mais en corps de texte normal. Elles sont entourées par des guillemets français : « et ».
- Les listes à puces sont à éviter, des paragraphes rédigés étant largement préférés. Les tableaux sont à réserver à la présentation de données structurées (résultats, etc.).
- Les appels de note de bas de page (petits chiffres en exposant, introduits par l'outil «  Source ») sont à placer entre la fin de phrase et le point final[comme ça].
- Les liens internes (vers d'autres articles de Wikipédia) sont à choisir avec parcimonie. Créez des liens vers des articles approfondissant le sujet. Les termes génériques sans rapport avec le sujet sont à éviter, ainsi que les répétitions de liens vers un même terme.
- Les liens externes sont à placer uniquement dans une section « Liens externes », à la fin de l'article. Ces liens sont à choisir avec parcimonie suivant les règles définies. Si un lien sert de source à l'article, son insertion dans le texte est à faire par les notes de bas de page.
- La présentation des références doit suivre les conventions bibliographiques. Il est recommandé d'utiliser les modèles {{Ouvrage}}, {{Chapitre}}, {{Article}}, {{Lien web}} et/ou {{Bibliographie}}. Le mode d'édition visuel peut mettre en forme automatiquement les références.
- Insérer une infobox (cadre d'informations à droite) n'est pas obligatoire pour parachever la mise en page.

Pour une aide détaillée, merci de consulter Aide:Wikification.
Si vous pensez que ces points ont été résolus, vous pouvez retirer ce bandeau et améliorer la mise en forme d'un autre article.
L'hystérosalpingographie est un examen de radiologie qui permet de visualiser l'utérus ainsi que son col et les trompes de Fallope.

## Principes
On commence par introduire dans le vagin un spéculum. Ensuite on place sur le col de l'utérus une sonde ou des pinces selon la morphologie du col, afin d'assurer l'étanchéité entre l'utérus et le matériel d'injection. Ensuite on gonfle le ballonnet et on injecte dans l'utérus, puis dans les trompes, un produit de contraste, souvent à base d'iode, qui est opaque aux rayons X. On prend ensuite plusieurs clichés radiologiques au fur et à mesure de la diffusion du produit. On suit le parcours dans l'appareil génital du produit, lorsqu'il remplit puis désemplit l'utérus. Remarque : Cet examen ne permet pas l'exploration des ovaires. Cet examen nécessite un test Beta HCG négatif le jour de l'examen, réalisé dans les 48h avant ("test de grossesse par analyses de sang"), la prise d'antispasmodiques la veille au soir et les heures qui suivent l'examen, et éventuellement d'antibiotiques oraux et vaginaux la veille et les jours qui suivent l'examen.

## Déroulement de l'intervention

### Préparation
Cet examen est réalisé entre les jours 8 et 14 du cycle, avant l'ovulation mais après les menstruations. Dans cette phase du cycle l’endomètre est fin et est plus facilement analysable. Chez la femme ménopausée l’examen peut être pratiqué à tout moment, de préférence en dehors de la période de saignement.
Le gynécologue délivre une ordonnance pour obtenir le produit de contraste et parfois des ovules ainsi que des antibiotiques qui permettent de neutraliser les germes potentiellement présents à l'entrée du col de l'utérus de manière à éviter une infection de la cavité utérine et des trompes.
En cas d’allergie à l’iode ou d’une autre allergie qui pourrait avoir une influence, une prémédication à base d’antihistaminiques ou de corticoïdes est prescrite par le médecin, à prendre la veille et le jour de l’examen.
Le radiologue explique en détail à la patiente le processus de l'examen et la rassure sur d'éventuelles craintes. Il doit également bien informer la patiente sur les dangers éventuels de l'examen pour que sa décision soit éclairée.
Cet examen se pratique vessie vide. Il est inconfortable mais souvent indolore, une gêne et une douleur équivalente à celle des menstruations peuvent être occasionnées lors de l'injection du produit de contraste.

### Contre indication
L’hystérographie est contre-indiquée dans plusieurs cas. Elle est notamment peu recommandée en cas de grossesse car cela pourrait avoir des conséquences sur le fœtus. Elle est aussi déconseillée lors d'infections génitales.

### L'examen
La durée de l'examen peut varier en fonction de l'anatomie et du nombre de clichés nécessaire. L'examen en lui-même ne dure que 5 minutes, mais avec la préparation nécessaire il dure généralement une trentaine de minutes.
La patiente doit en premier lieu vider sa vessie, puis elle devra être vêtue d'une blouse d'examen et s'installer ensuite sur la table de radiologie.
Il y a d'abord un premier cliché sans l'ajout du produit de contraste qui permettra par la suite de visualiser l'appareil génital. On introduit ensuite le produit de contraste avec du matériel à usage unique. À l'aide d'une petite sonde positionnée dans le col utérin, un liquide à base d'iode est introduit dans l'utérus puis les trompes, il s'agit du produit de contraste, pour qu'il ne sorte pas immédiatement pas le col, on gonfle un ballonnet de manière que le produit remonte vers les trompes.
Des clichés sont pris en cours de remplissage de l'utérus et des trompes suivis d’un cliché tardif (20 minutes après la fin de l’examen).
Pour introduire le produit iodé, on fait tenir une extrémité en plastique sur le col utérin en aspirant l’air contenu dans celle-ci à l’aide d’une seringue vide. On injecte alors tout doucement le produit de contraste dans l’utérus.
Si l'injection est faite lentement, la patiente ne ressent le plus souvent aucune douleur.
Parfois, au lieu d'utiliser une extrémité en plastique, la préhension du col peut s’effectuer avec une pince. Le produit est alors injecté à l’aide d’une canule métallique. Cette méthode ne se fait qu'en cas d'échec de la technique décrite plus haut (dans 10 à 20 % des cas).

### Après l'examen
Après l’examen un petit saignement peut apparaître ainsi qu'un léger écoulement du produit utilisé.
La patiente peut reprendre une activité normale. Parfois, des antibiotiques sont prescrits.
Des douleurs que l'on peut comparer à celles des règles ou de crampes utérines peuvent persister pendant quelques minutes à quelques heures après l'examen.
L’hystérographie se termine par la réalisation d’un compte rendu. Celui-ci est remis à la patiente et à son médecin. Le gynécologue reçoit les résultats et les explique à la patiente. Si des douleurs anormales ou de la fièvre apparaissent dans les jours suivants l’examen, il faut en avertir les spécialistes.

## Dangers
Toute intervention sur le corps humain, même conduite dans des conditions de compétence et de sécurité maximales, comporte un risque de complication.
Les incidents les plus couramment rencontrés sont :
- des douleurs pelviennes, à type de crampes, transitoires, sont atténuées par la prise de médicaments anti-spasmodiques ;
- de faibles saignements dans la journée qui suit la réalisation de l’examen.

D'autres risques, plus rares cependant, peuvent survenir :
- un malaise passager avec sueurs froides et parfois perte de connaissance très transitoire ;
- une ancienne infection génitale qui se déclare de nouveau ;
- des allergies au produit iodé, très rares, car le produit n’est pas injecté par voie veineuse. Si cette allergie est connue, une prémédication est nécessaire ;
- très rarement (moins de 1 % des cas), Il peut y avoir une perforation de la trompe.

## Indications
L’hystérosalpingographie est indiquée dans différents cas. Elle peut être prescrite pour un bilan de stérilité, de fausses couches à répétition. Elle peut aussi être effectuée s’il y a un accouchement prématuré ou des saignements d'origine utérine.
Cet examen est en fait une exploration complémentaire lors de la découverte d'une image échographique anormale.

## Contre-indications
L’hystérosalpingographie est contre-indiquée en cas de :
- Grossesse ;
- Infection génitale évolutive.